# Jürgen Teipel

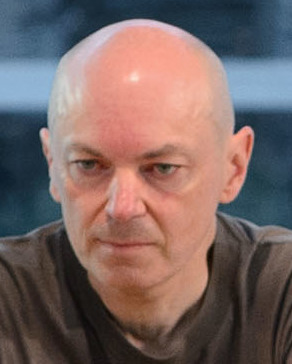
Jürgen Teipel, 2014

Jürgen Teipel (* 29. Juli 1961 in Kulmbach) ist ein deutscher Schriftsteller.
Nach dem Abschluss seiner Ausbildung im öffentlichen Dienst war er ab 1980 als Veranstalter von Konzerten (unter anderem mit Malaria!, Abwärts, The Wirtschaftswunder, Die Toten Hosen), Performances, Ausstellungen sowie Filmabenden tätig. Er war zudem Inhaber eines Tonstudios, DJ, Tourneebegleiter, Musiker und Filmvorführer.
Teipel war Herausgeber des Regensburger Fanzines Marionett, wodurch er auch zum Schreiben kam. Von 1988 bis 2001 war er freier Journalist und schrieb unter anderem für Spex, Tempo, Neue Zürcher Zeitung, Rolling Stone, Spiegel und Die Zeit.
2001 veröffentlichte Teipel Verschwende Deine Jugend, einen Dokumentarroman über die Punk- und New-Wave-Bewegung in Deutschland. Das Buch wurde zum Verkaufsschlager und gilt unter anderem als Auslöser des Punk-Revivals.
Nach Erscheinen der von ihm und Frank Fenstermacher zusammengestellten gleichnamigen Doppel-CD kuratierte er 2002 gemeinsam mit Ulrike Groos und Peter Gorschlüter in der Kunsthalle Düsseldorf die Ausstellung „Zurück zum Beton“.
2010 veröffentlichte Teipel unter dem Titel Ich weiß nicht einen Roman über ein Techno-DJ-Quartett, das sich auf gemeinsamer Tour durch Mexiko befindet. 2012 erschien eine erweiterte Neuausgabe von Verschwende Deine Jugend. 2013 erschien sein Buch Mehr als laut über den Zenit der DJ-Culture.
Inspiriert unter anderem durch eine Begegnung mit einem malenden Orang-Utan veröffentlichte Teipel 2018 Unsere unbekannte Familie, einen Band mit 37 dokumentarischen Geschichten über das Zusammenleben von Tieren und Menschen.
Teipel lebt seit 2017 in Schondorf am Ammersee.

## Werke
- Verschwende Deine Jugend. Ein Doku-Roman über den deutschen Punk und New Wave. Mit einem Vorwort von Jan Müller. Suhrkamp Verlag, Frankfurt am Main 2001, ISBN 3-518-39771-0.
- mit Ulrike Groos und Peter Gorschlüter: Zurück zum Beton. Die Anfänge von Punk und New Wave in Deutschland 1977–82. Verlag der Buchhandlung König, Köln 2002, ISBN 978-3-88375-595-3.
- Ich weiß nicht. DuMont Buchverlag, Köln 2010, ISBN 978-3-8321-9578-6.
- Verschwende Deine Jugend (erweiterte Neuausgabe) Suhrkamp, Berlin 2012, ISBN 978-3-518-46318-5.
- Mehr als laut – DJs erzählen Suhrkamp, Berlin 2013, ISBN 978-3-518-46482-3.
- Unsere unbekannte Familie. Wahre Geschichten von Tieren und Menschen. Suhrkamp, Berlin 2018, ISBN 978-3-518-46860-9.
- Mittagsschlaf mit Murmeltier. Erstaunliche Beziehungsgeschichten zwischen Tier und Mensch. dtv, München 2021, ISBN 978-3-423-26290-3.
- Aber ich kann fliegen. Schöffling & Co., Frankfurt am Main 2024, ISBN 978-3-89561-619-8.